# 王長 (南朝)
王长（？—？），琅邪郡临沂县（今山东省临沂市）人，王导第六子王荟的玄孙，王华之孙，王嗣之子。

## 生平
王嗣死后，王长承袭为新建县侯。王长嗜酒、多过失，他的堂叔祖王琨上书说：“臣堂侄名声不好，堂侄孙王长是已故左卫将军王嗣的儿子，少年时资质猥劣，还希望他以后有所长进。现在却更加昏憨，毫不检点。已故卫将军王华忠诚恭敬献身为国，善行应受世代祭祀，可是王长袭封爵位却犯罪，将使家族的基业覆灭。王嗣的小儿子王终品行端正谦退，不背弃纯朴的风格，如果能受到安抚继承爵位，那么生者和死者都能感荷荣光，并保住俸禄。”
泰始二年（466年），王长因为辱骂母亲被剥夺了爵位，朝廷以王长的弟弟王终袭爵。元徽三年（475年），王终上书宋后废帝刘昱请求将爵位还给王长，宋后废帝答应了他。南齐取代刘宋后，新建县侯的爵位被革除。